# Börda
Börda är ett gammalt mängdmått på Gotland, där ordet uttalas bördä, som betyder 24 st gärdesgårdstörar.

## Källa
1. ↑  Ernst Rietz: Svenskt dialektlexikon, sida 77  Gleerups, Lund 1862 – 1867, faksimilutgåva Malmö 1962